# Johannes Schmeidler
Johannes Hermann Leonhard Schmeidler (* 1841 in Breslau; † 17. April 1902 in Berlin) war ein deutscher evangelischer Prediger und Publizist in Schlesien und Berlin. Er engagierte sich auch gegen den wachsenden Antisemitismus in seiner Zeit.

## Leben und Wirken
Johannes Schmeidler stammte aus einer anerkannten schlesischen Gelehrtenfamilie. Sein Vater Johann Carl Hermann Schmeidler war Prediger und Kirchenhistoriker in Breslau, die Mutter war Adelheid Weiss.
Er studierte Evangelische Theologie und wurde danach Prediger im schlesischen Schweidnitz. Ab etwa 1872 war er in Breslau tätig.
1877 erhielt er eine Predigerstelle an der Jerusalemskirche in Berlin, die er bis zu seinem Lebensende ausübte.
Johannes Schmeidler  vertrat eine liberale Theologie, die vor allem eine Liebesethik befürwortete.  Er gehörte auch zu den 75 gesellschaftlichen Persönlichkeiten, die 1880 eine öffentliche Erklärung gegen neue antisemitische Tendenzen unterschrieben. 1891 war er einer der ersten Mitglieder des neuen Vereins zur Abwehr des Antisemitismus, zu dessen Vorstand er auch gehörte. Er war auch aktives Mitglied im Deutschen Protestantenverein.
Johannes Schmeidler war mit Elise Bertha Heinemann seit 1868 verheiratet. Sie hatten vierzehn Kinder, darunter
- Johanna Clara, verheiratete Thomas, Lehrerin
  - deren Sohn Klaus Thomas (1915–1992), Theologe, Psychotherapeut
- Johannes Werner Schmeidler (1890–1969)

## Charakterisierungen
Der Berliner Schriftsteller Felix Hollaender beschrieb Pfarrer Johannes Schmeidler in einem autobiographischen Buch etwas ironisch.

„In der Zeit besuchte sie mit Else häufig die Jerusalemer Kirche, in der Pastor Schmeidler seine Predigten hielt.
Pastor Schmeidler war ein Geistlicher nach ihrem Herzen, ein Hüne mit blondem, das breite Gesicht umrahmenden Barte und blauen, leuchtenden Augen. Sie weinte in ihr feines Batisttüchlein hinein, wenn er von Gottes Barmherzigkeit sprach, oder Christus' Worte an Maria Magdalena zum Grundtext seiner Predigt machte – und Vergebung aller Sünden verhieß.“

Der österreichische Schriftsteller Hermann Bahr erlebte ihn 1893

„Es ist knapp vor Ostern und da häufen sich die Sorgen des Predigers, der von den Kindern seiner Pfarre mit herzlicher Liebe verehrt und recht wie ein schlichter Heiliger gehalten wird, der für jede Not der Seele immer Rat und Zuspruch hat. Der mit der kläglichen, beladenen und suchenden Stimme scheidet. (...)  Der Pastor ist ernst und milde. Die dantesken, scharfen Züge durch eine stille Güte verklärt, und der weiße Bart, die weißen  Locken rahmen einen hellen Schein um die sanfte, gelassene Miene. Ich bringe meine Bitte vor und er  will sie erfüllen. Er ist immer bereit, zum  Frieden, zur Versöhnung zu  wirken.“

## Publikationen (Auswahl)
Eigene Schriften
Johannes Schmeidler verfasste einige Schriften zu kirchlichen und theologischen Themen.
- Ultramontanismus, Orthodoxismus und religiöse Weltanschauung unserer Zeit. Ein Vortrag über die kirchliche Lage der Gegenwart nach ihrer geschichtlichen Entwicklung, 1873

- Auferstehung, Geistesausgiessung und Himmelfährt. Ein Beitrag zur Geschichte der Entstehung des Urchristenthums, nach einem im Protestantenverein zu Breslau gehaltenen Vortrage, 1875
- Die praktische Verwertung der neuen preußischen Kirchen-Verfassung für das evangelische Gemeindeleben. Ein Wort vom freien protestantischen Standpunkt an die Gemeinden und Vertreter, Trewendt & Granier, Breslau, 1876
- Die synoptischen und apotryphischen Evangelien, 1877
- Die Stellung der Gegenwart zu Christus. Ein Vortrag,  1881
- Wer Dr. M. Luther war und was die deutschen Protestanten nach 400 Jahren von ihm lernen sollen. Ein Lebensbild, 1883

- Die religiösen Anschauungen Friedrich Fröbels, 1883; Neudruck Woodbridge 1988
- Gotteskindschaft und Geistesfreiheit. Zwölf Predigten und Reden, Haack, Berlin 1884
- Der Entwurf der Neuen Agende. Ein Wort zu seiner Bedeutung für die evangelische Kirche, Alvin Prausnitz, Berlin, 1893

Zeitschriften
Johannes Schmeidler war als namentlich genannter Herausgeber an zwei Zeitschriften verantwortlich beteiligt.
- Schlesisches Protestantenblatt, 1871–um 1876
- Neuer evangelischer Gemeindebote, 1877–um 1891